# Eva Maria Bauer
Eva Maria Bauer, accreditata talvolta anche come Eva-Maria Bauer (Amburgo, 21 ottobre 1923 – Amburgo, 17 maggio 2006), è stata un'attrice e doppiatrice tedesca.
Fu attiva principalmente in campo televisivo e teatrale e sul piccolo schermo apparve in circa un centinaio di differenti produzioni, a partire dalla fine degli anni cinquanta. Tra i suoi ruoli più noti, figurano quello di Hildegard Zeisig nella serie televisiva La clinica della Foresta Nera (Schwarzwaldklinik, 1985-1989), quello di Olga Roht nella serie televisiva Detektivbüro Roth (1986-1987), quello di Charlotte Sellmann nella serie televisiva Il medico di campagna (1987-2006), quello di Hilde Horn nella serie televisiva Ciao dottore! (Hallo, Onkel Doc!) (1994-1998) e quello di Elsbeth Schmitz nella serie televisiva Zwei Männer am Herd (1999-2001).
Come doppiatrice, prestò la propria voce ad attrici quali Joan Crosby, Lilli Palmer, Barbara Shelley, May Zetterling, ecc.

## Biografia
Eva Maria Bauer nasce ad Amburgo il 21 ottobre 1923.
Inizia a recitare all'età di vent'anni in alcuni teatri della metropoli anseatica.
A partire dagli anni settanta, il suo volto inizia a diventare popolare anche al grande pubblico, grazie alle apparizioni in alcune serie televisive. La grande popolarità arriva tuttavia nella metà degli anni ottanta grazie al ruolo di Suor Hildegard nella serie televisiva La clinica della Foresta Nera (Schwarzwaldklinik).
Muore il 17 maggio 2006 all'età di 82 anni in un ospedale di Amburgo dopo una lunga battaglia con un cancro al seno. È sepolta nel cimitero di Ohlsdorf.

## Filmografia parziale

### Cinema
- La taverna dello squalo (Das Gasthaus an der Themse), regia di Alfred Vohrer (1962)
- Wilhelmsburger Freitag, regia di Egon Monk (1964)

### Televisione
- Es gibt immer drei Möglichkeiten - miniserie TV (1959)
- Nora - film TV (1961)
- Jack Mortimer - film TV (1961)
- Hafenkrankenhaus - serie TV, episodio 1x08 (1968)
- Dem Täter auf der Spur - serie TV, episodio 1x10 (1971)
- Die Stadt im Tal - miniserie TV (1975)
- Kein Abend wie jeder andere - film TV (1976)
- Polizeifunk ruft - serie TV, episodio 3x09 (1979)
- St. Pauli-Landungsbrücken - serie TV, 11 episodi (1979-1981)
- Kümo Henriette - serie TV, episodi 2x09-2x13 (1982)
- La nave dei sogni - episodio 1x09 (1982)
- La clinica della Foresta Nera - serie TV, 52 episodi (1985-1989)
- Detektivbüro Roth - serie TV, 29 episodi (1986-1987)
- Il medico di campagna - serie TV, 81 episodi (1987-2006)
- Polizeiinspektion 1 - serie TV, episodio 10x02 (1988)
- Il commissario Köster (Der Alte) - serie TV, 11 episodi (1986-2003)
- Ciao dottore! (Hallo, Onkel Doc!) - serie TV, 63 episodi (1994-1998)
- Zwei zum Verlieben - serie TV, episodio 1x14 (1996)
- Der König von St. Pauli - miniserie TV, 6 episodi (1998)
- Am liebsten Marlene - serie TV, 10 episodi (1998-1999)
- Il nostro amico Charly - serie TV, episodio 4x02 (1999)
- Zwei Männer am Herd - serie TV, 21 episodi (1999-2001)
- Ein unmöglicher Mann - miniserie TV (2001)
- Der Held an meiner Seite - film TV (2001)
- Utta Danella - Der blaue Vogel - film TV (2001)
- Zum Glück verrückt - Eine unschlagbare Familie - film TV (2001)
- La nostra amica Robbie - serie TV, episodio 1x05 (2002)
- Alphateam - Die Lebensretter im OP - serie TV, episodio 8x13 (2005)
- Vera - Die Frau des Sizilianers - film TV (2005)
- Rose unter Dornen - film TV (2006)

## Premi e nomination
- 2005: Bayerischer Fernsehpreis per Der Fall Lena Christ